# 張懋忠
張懋忠（？年—？年），字夢得，浙江杭州府仁和县人。明末政治人物。

## 生平
天啓元年（1621年）辛酉科浙江乡试第六十五名舉人，崇祯七年（1634年）甲戌科三甲三十五名进士，吏部观政，九年授徽州府推官。十二年任應天府乡试同考官，十五年升南京禮部儀制司主事，升本司郎中，十六年因考察去職。墓在白鹤峰。

## 家族
曾祖张绶，赠兵部右侍郎；祖张应襇；父张振渊，字彦陵，庠生，室號石鏡山房。弟张师栻，改名张陸秀，字世张，与兄懋忠同科举人，官至袁州府同知。